# 本名駅
本名駅（ほんなえき）は、福島県大沼郡金山町大字本名字上通（うわどおり）にある、東日本旅客鉄道（JR東日本）只見線の駅である。

## 歴史
会津線の会津川口駅から只見駅までは、電源開発の専用線を利用して1963年（昭和38年）8月20日に開通しているが、当初この駅は設けられなかった。当駅は開通2年後の1965年（昭和40年）2月1日に、会津越川駅・会津大塩駅・会津塩沢駅とともに開業している。

### 年表
- 1965年（昭和40年）2月1日：開業[1][2]。旅客のみ取り扱いの無人駅[3]。
- 1987年（昭和62年）4月1日：国鉄分割民営化により、 東日本旅客鉄道（JR東日本）の駅となる[1]。
- 2011年（平成23年）
  - 7月30日：新潟福島豪雨により、営業を休止。
  - 8月26日：会津宮下 - 当駅 - 会津大塩間でバス代行を開始[4]。
  - 11月1日：会津川口 - 当駅 - 只見間でバス代行を開始[4]。
- 2022年（令和4年）10月1日：只見線の全線運転再開に伴い、営業を再開[5]。あわせてバス代行を終了。

## 駅構造
単式ホーム1面1線を有する地上駅である。ほぼ北東から南西に走る線路の南東側に短いホームを添えただけの簡単なつくりとなっている。ホームは車両1両分の長さしかないため、2両以上の編成を持つ列車では、進行方向前側の車両からの乗降となる（ドアカット）。
会津若松駅管理の無人駅。駅舎はないが、ホームに接して小さな待合室がある。

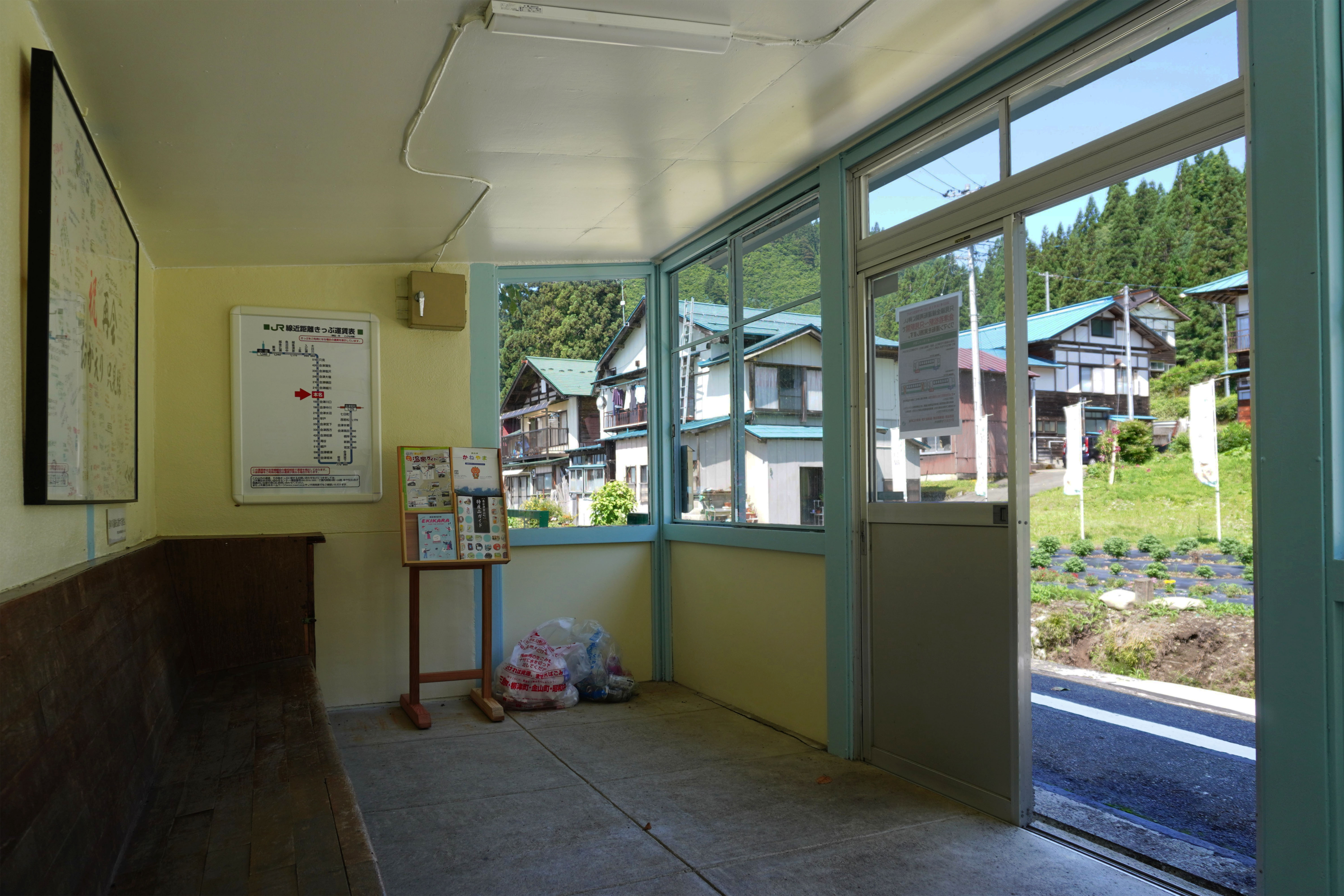
待合室（2023年7月）
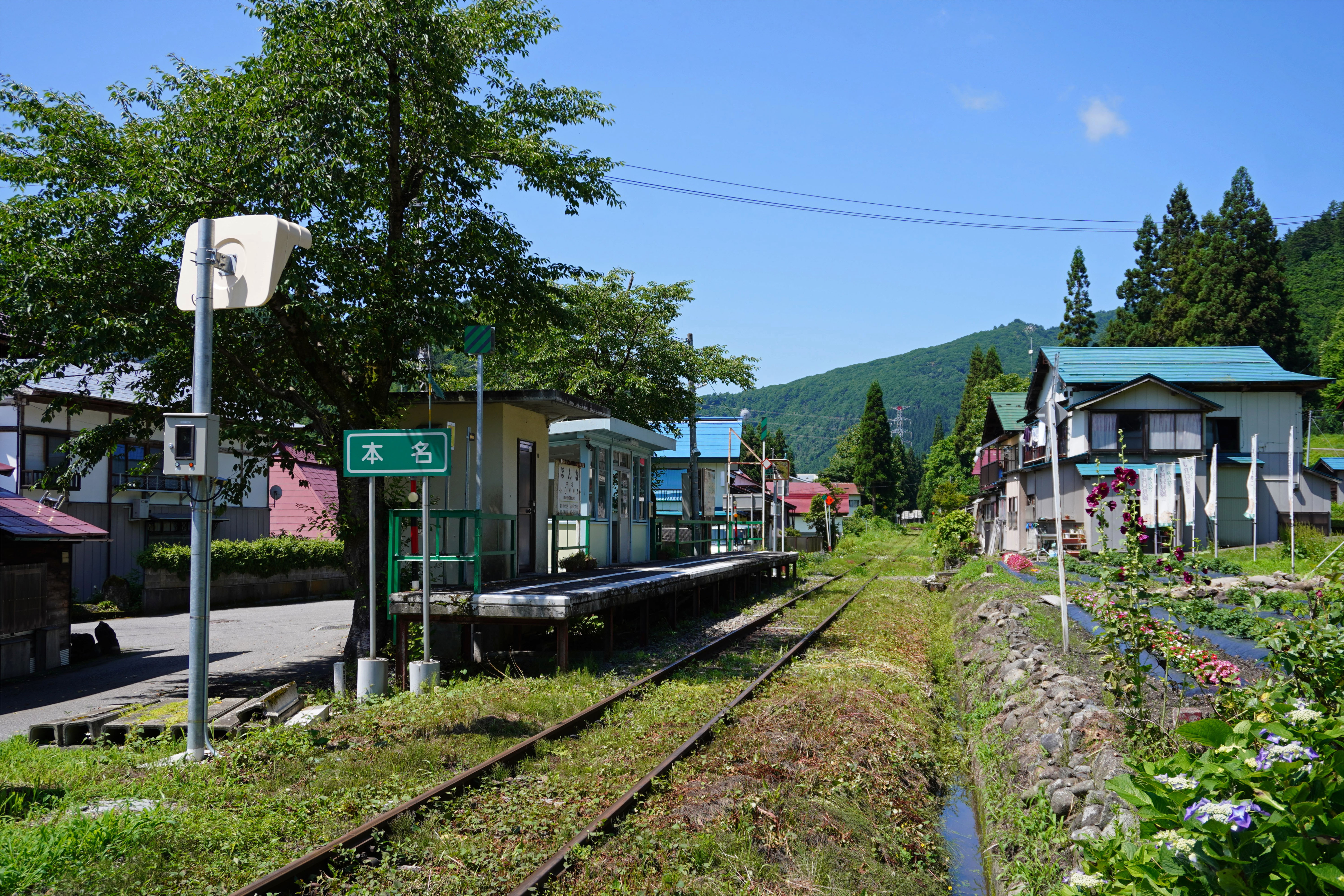
ホーム（2023年7月）

## 利用状況
「福島県統計年鑑」によると、2000年度（平成12年度）- 2004年度（平成16年度）の1日平均乗車人員の推移は以下のとおりであった。
| 乗車人員推移       | 乗車人員推移     | 乗車人員推移 |
| 年度               | 1日平均 乗車人員 | 出典         |
| ------------------ | ---------------- | ------------ |
| 2000年（平成12年） | 8                | [ 6 ]        |
| 2001年（平成13年） | 5                | [ 7 ]        |
| 2002年（平成14年） | 5                | [ 8 ]        |
| 2003年（平成15年） | 3                | [ 9 ]        |
| 2004年（平成16年） | 0                | [ 10 ]       |

## 駅周辺
- 只見川
  - 本名ダム
  - 第六只見川橋梁
- 日出山
- 湯倉温泉
- 橋立温泉
- 国道252号
- 本名簡易郵便局

## 隣の駅
東日本旅客鉄道（JR東日本）
■只見線
会津川口駅 - 本名駅 - 会津越川駅